# Okiki Afolabi
Okiki Afolabi (Ibadan, Nigeria; 12 de diciembre de 1994) es un futbolista nigeriano que actualmente juega como delantero en Naft Maysan de la Liga Premier de Irak. Formó parte de los seleccionados Sub-20 y Sub-23 de su país. Fue el goleador de la Liga Premier de Nigeria, en la temporada 2015/2016.

## Carrera

### Sunshine Stars F.C.
Empezó su carrera como volante/centrocampista, luego pasó a ser delantero central (tras una decisión del Director Técnico de la Selección de Nigeria) en el Sunshine Stars F.C.; club que disputa la Liga Premier de Nigeria. Logró convertir 13 goles en 17 partidos jugados, siendo el goleador de la temporada 2015/2016.

### C. A. Talleres
En julio de 2016 se presentó en Talleres para ponerse a prueba, llegó al club junto a sus compatriotas; Tiongoli Tonbar y Emeka Oparaugo. Previamente lo tuvieron a prueba en Racing Club, con chances de quedarse, y cuando había recibido una oferta de un club de Israel, surgió la posibilidad de Talleres.
Después de un par de semanas a prueba fueron aceptados en la institución cordobesa y Okiki pasó a formar parte del primer equipo. Fue fichado por un año, con opción de compra. Despertó un gran interés popular su llegada y posterior contratación ya que no son muchos los jugadores africanos que llegan al fútbol argentino. Fue el segundo titular africano en la historia de Talleres, y el primero proveniente de Nigeria.
Jugó pocos minutos en la Primera División, comenzando un único partido como titular. En la Reserva destacó, declarándose goleador en varios partidos.
En agosto de 2018 se unió al Ismaily SC de Egipto, pero por presentar documentación apócrifa fue suspendido por FIFA por seis meses. En consecuencia, Afolabi regresó al Jimma Aba Jifar FC en enero de 2019.

## Selección nacional
Integró la selección Sub-20 y la selección Sub-23 de Nigeria. En la selección Sub-23 convirtió 7 goles en 2 partidos, 4 a la Selección de fútbol de Angola y 3 a la Selección de fútbol de Togo.
| Selección      | Año  | Partidos | Goles |
| -------------- | ---- | -------- | ----- |
| Nigeria Sub-20 | 2014 | 1        | 0     |
| Nigeria Sub-23 | 2015 | 2        | 7     |

## Clubes
| Club                | País      | Año       | Partidos | Goles |
| ------------------- | --------- | --------- | -------- | ----- |
| Sunshine Stars F.C. | Nigeria   | 2015-2016 | 17       | 13    |
| C.A. Talleres       | Argentina | 2016      | 1        | 0     |
| Kelantan FA         | Malasia   | 2017      |          |       |